# العلاقات الإيطالية الغرينادية
العلاقات الإيطالية الغرينادية هي العلاقات الثنائية التي تجمع بين إيطاليا وغرينادا.

## مقارنة بين البلدين
هذه مقارنة عامة ومرجعية للدولتين:
| وجه المقارنة                                              | إيطاليا                                                  | غرينادا                                |
| --------------------------------------------------------- | -------------------------------------------------------- | -------------------------------------- |
| المساحة (كم2)                                             | 301.34 ألف                                               | 348                                    |
| عدد السكان (نسمة)                                         | 60.60 مليون                                              | 107.83 ألف                             |
| الكثافة السكانية (ن./كم²)                                 | 201.1                                                    | 30.99 ألف                              |
| العاصمة                                                   | روما، فلورنسا، تورينو                                    | سانت جورجز                             |
| اللغة الرسمية                                             | اللغة الإيطالية                                          | لغة إنجليزية، إنكليزية غرنادة المولدة ‏ |
| العملة                                                    | يورو، ليرة إيطالية                                       | دولار شرق الكاريبي                     |
| الناتج المحلي الإجمالي (بليون دولار)                      | 1.93 تريليون                                             | 1.12 مليار                             |
| الناتج المحلي الإجمالي (تعادل القوة الشرائية) بليون دولار | 2.26 تريليون                                             | 1.45 مليار                             |
| الناتج المحلي الإجمالي الاسمي للفرد دولار أمريكي          | 29.96 ألف                                                | 9.21 ألف                               |
| الناتج المحلي الإجمالي للفرد دولار أمريكي                 | 35.46 ألف                                                | 12.43 ألف                              |
| مؤشر التنمية البشرية                                      | 0.873                                                    | 0.750                                  |
| رمز المكالمات الدولي                                      | +39                                                      | +1473                                  |
| رمز الإنترنت                                              | .it                                                      | .gd                                    |
| المنطقة الزمنية                                           | توقيت وسط أوروبا، ت ع م+01:00، ت ع م+02:00، أوروبا/روما ‏ | 00                                     |

## منظمات دولية مشتركة
يشترك البلدان في عضوية مجموعة من المنظمات الدولية، منها:
| علم المنظمة | اسم المنظمة                               | تاريخ انضمام إيطاليا | تاريخ انضمام غرينادا |
| ----------- | ----------------------------------------- | -------------------- | -------------------- |
|             | يونسكو                                    | ?                    | 17 فبراير 1975       |
|             | مؤسسة التمويل الدولية                     | 27 ديسمبر 1956       | 28 أغسطس 1975        |
|             | المركز الدولي لتسوية المنازعات الاستشارية | 28 أبريل 1971        | 23 يونيو 1991        |
|             | منظمة حظر الأسلحة الكيميائية              | ?                    | ?                    |
|             | مؤسسة التنمية الدولية                     | 24 سبتمبر 1960       | 28 أغسطس 1975        |
|             | منظمة التجارة العالمية                    | 1995                 | ?                    |
|             | وكالة ضمان الاستثمار متعدد الأطراف        | 29 أبريل 1988        | 12 أبريل 1988        |
|             | الاتحاد البريدي العالمي                   | ?                    | ?                    |
|             | الاتحاد الدولي للاتصالات                  | 1866                 | 17 نوفمبر 1981       |
|             | منظمة الشرطة الجنائية الدولية             | ?                    | ?                    |
|             | الأمم المتحدة                             | 14 ديسمبر 1955       | 17 سبتمبر 1974       |
|             | البنك الدولي للإنشاء والتعمير             | 27 مارس 1947         | 27 أغسطس 1975        |
|             | بنك التنمية الكاريبي ‏                     | ?                    | ?                    |

## وصلات خارجية
- موقع وزارة الخارجية الإيطالية